# Entierro de misericordia
El entierro de misericordia (también, entierro de pobres o entierro de limosna) es una ceremonia que se organizaba desde el siglo xvi en España, para dar sepultura a los indigentes. Uno de los hombres ilustres que estuvieron a punto de tener tan triste «post-mortem» fue el escritor y periodista Mariano José de Larra, de no haber mediado la Juventud Literaria, que costeó el sepelio. Tuvieron su continuidad en los entierros de beneficencia.

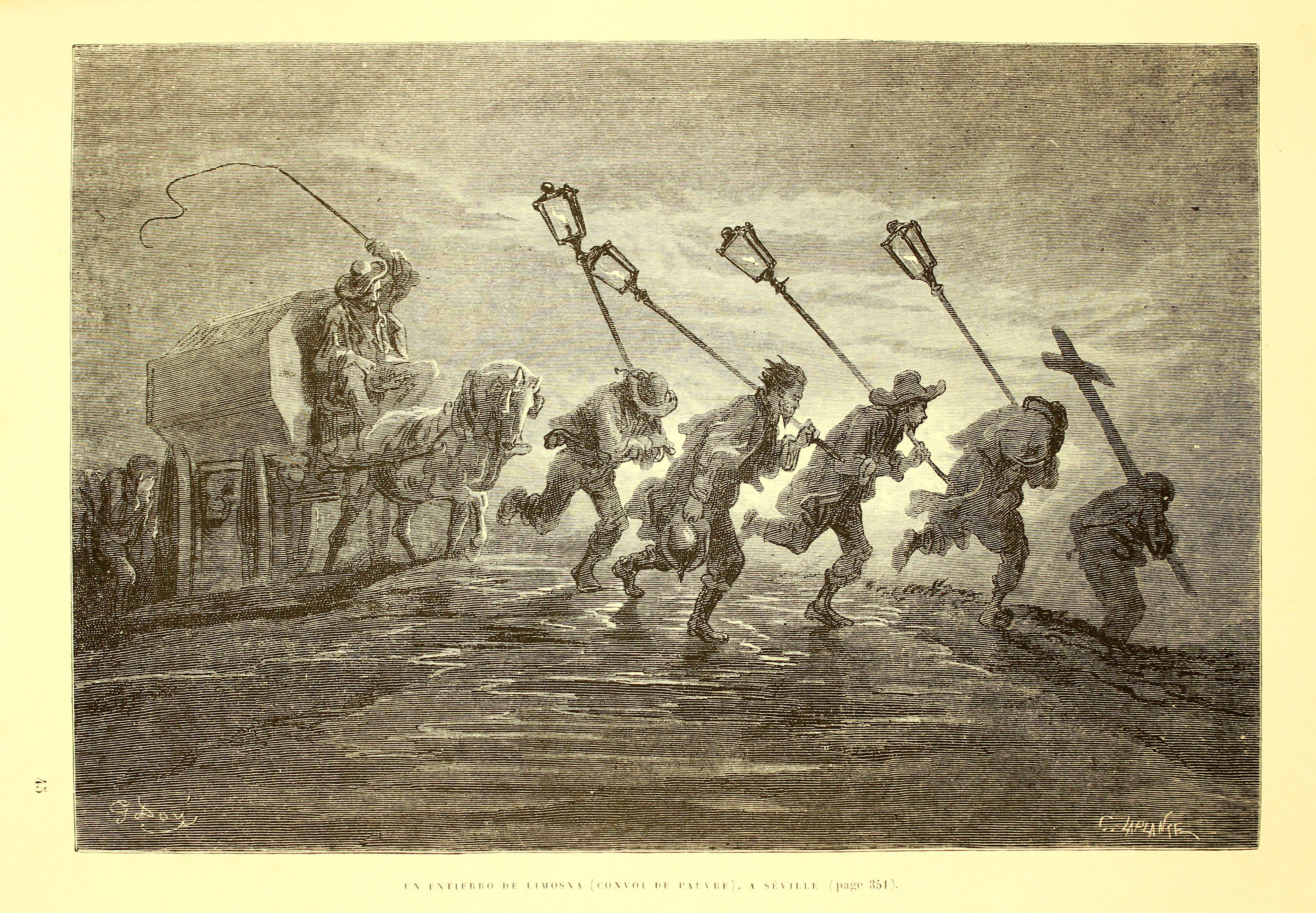
Un “entierro de limosna” en Sevilla, en un grabado de Doré.

## Tradiciones madrileñas
En Madrid, en la llamada ‘calle del Ataúd’, existió un corralón o quizá corrala en la que los enterradores de la vecina parroquia de San Martín guardaban las angarillas y el ‘tenebroso’ ataúd para los ‘enterrados de limosna’, que como en el resto de España tendrán como destino la fosa común.
El cadáver del fallecido, que debía figurar en el Libro parroquial correspondiente a los pobres indigentes, era recogido en unas angarillas y llevado a la tumba en el funesto ataúd temido por todos, hasta el punto de que se usaba como amenaza ante las travesuras juveniles (“si no te portas bien, te encerraremos en el corralón de la travesía del ataúd”). El entierro, tras el canto de oficio en la parroquia de San Martín, lo realizaban los enterradores acompañados de cuatro cirios y un estandarte portado por los hermanos de la cofradía de San Sebastián «y con cruz levantada», hasta darle en el cementerio de la Buena Dicha; y concluye diciendo que dicho ataúd desapareció con la construcción del cementerio de la puerta de Fuencarral (obra que pudo concluirse gracias a los fondos de la parroquia de San Martín).